# Brandkårsmuseet, Helsingborg
Helsingborgs Brandkårsmuseum är ett privat svenskt arbetslivsmuseum i Helsingborg.
Brandkårsmuseet har samlingar av brandbilar från tidigt 1900-tal, bland annat Helsingborgs första brandbil från 1915 och en annan brandbil från 1925. Det finns också en ångspruta från 1892 och annat material om Helsingborgs brandförsvar.
Brandkårsmuseet grundades 1973 som Råå brandkårsmuseum i den gamla brandstationen på  Östergatan 25 i Råå, som var i funktion mellan 1913 och 1918. Museet drivs av en ideell förening. 
Den gamla brandstationen i Råå tömdes 2016, och brandkårsmuseet flyttade  till betydligt större lokaler i en tidigare verkstadslokal på Gåsebäcks  industriområde.

## Bilder

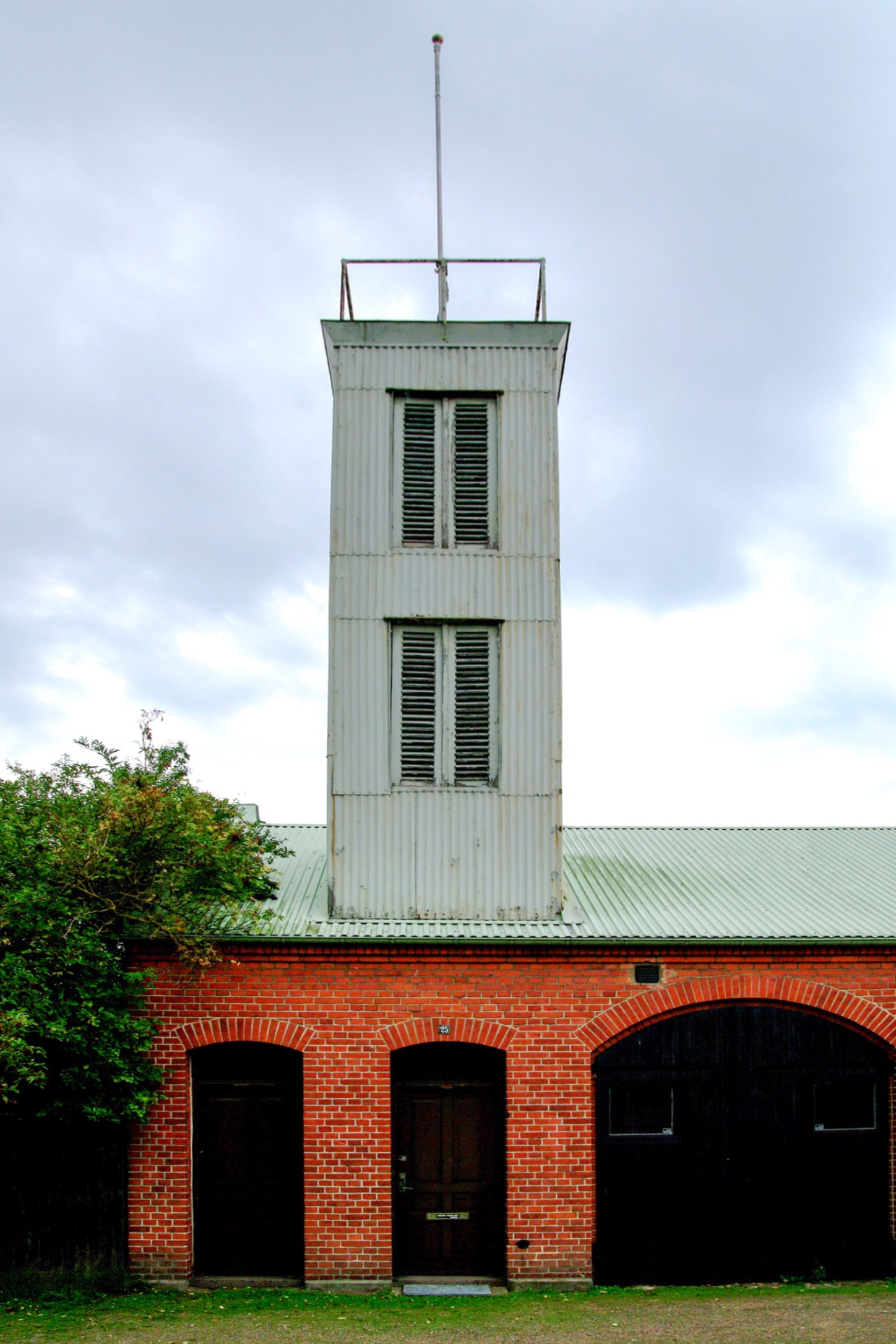
Museets tidigare lokal i den gamla brandstationen i Råå.
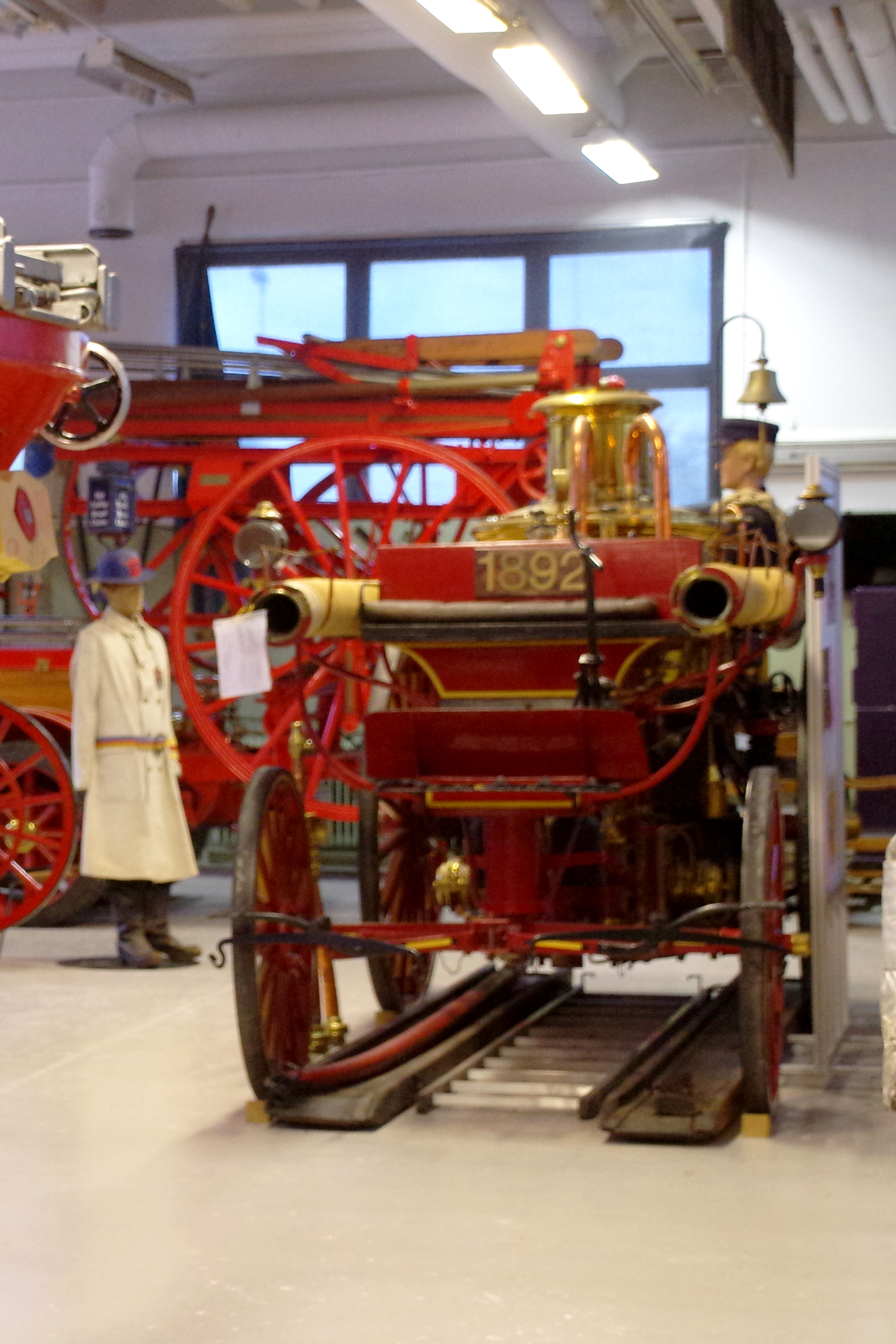
Ångspruta från 1892.
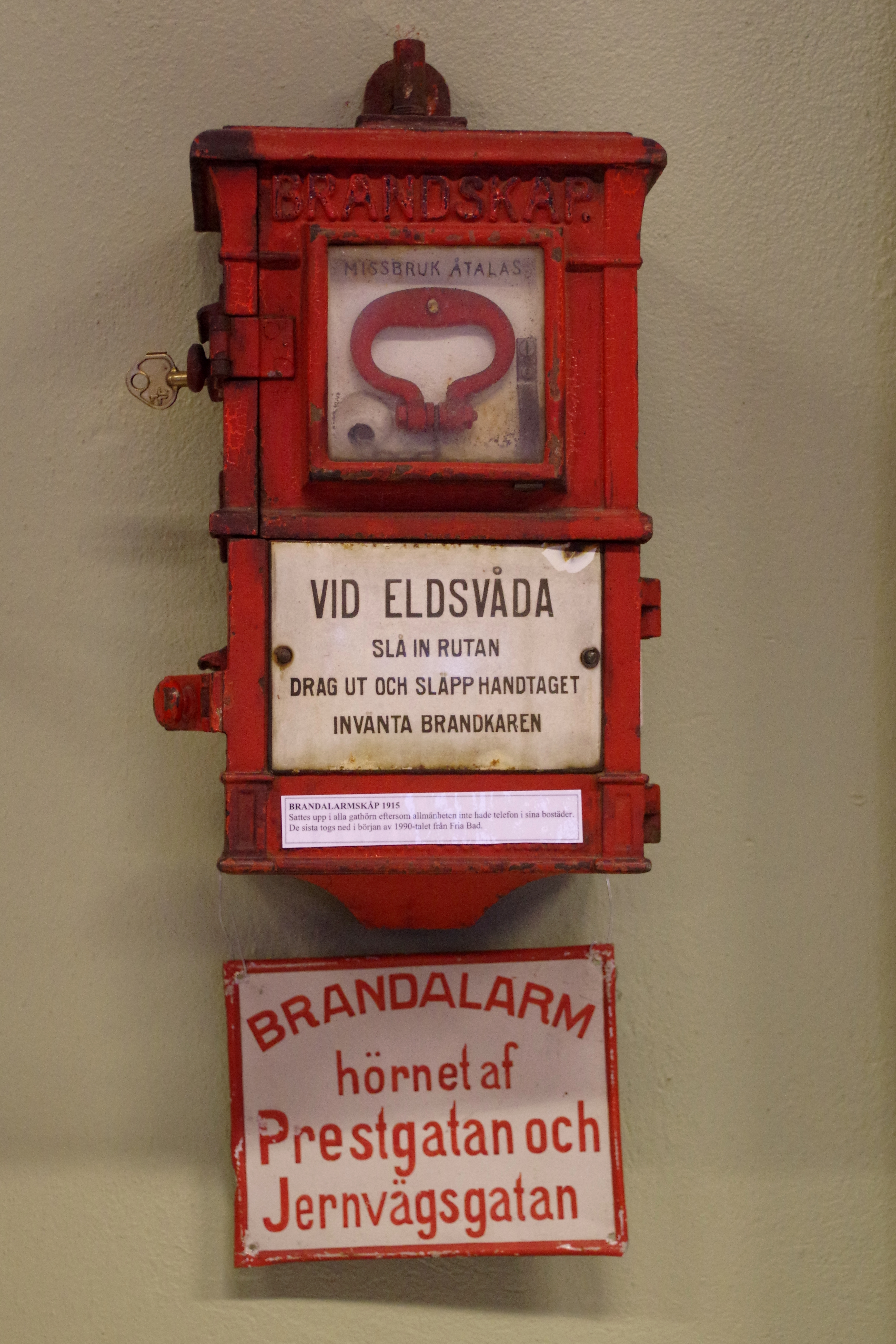
Larmskåp.
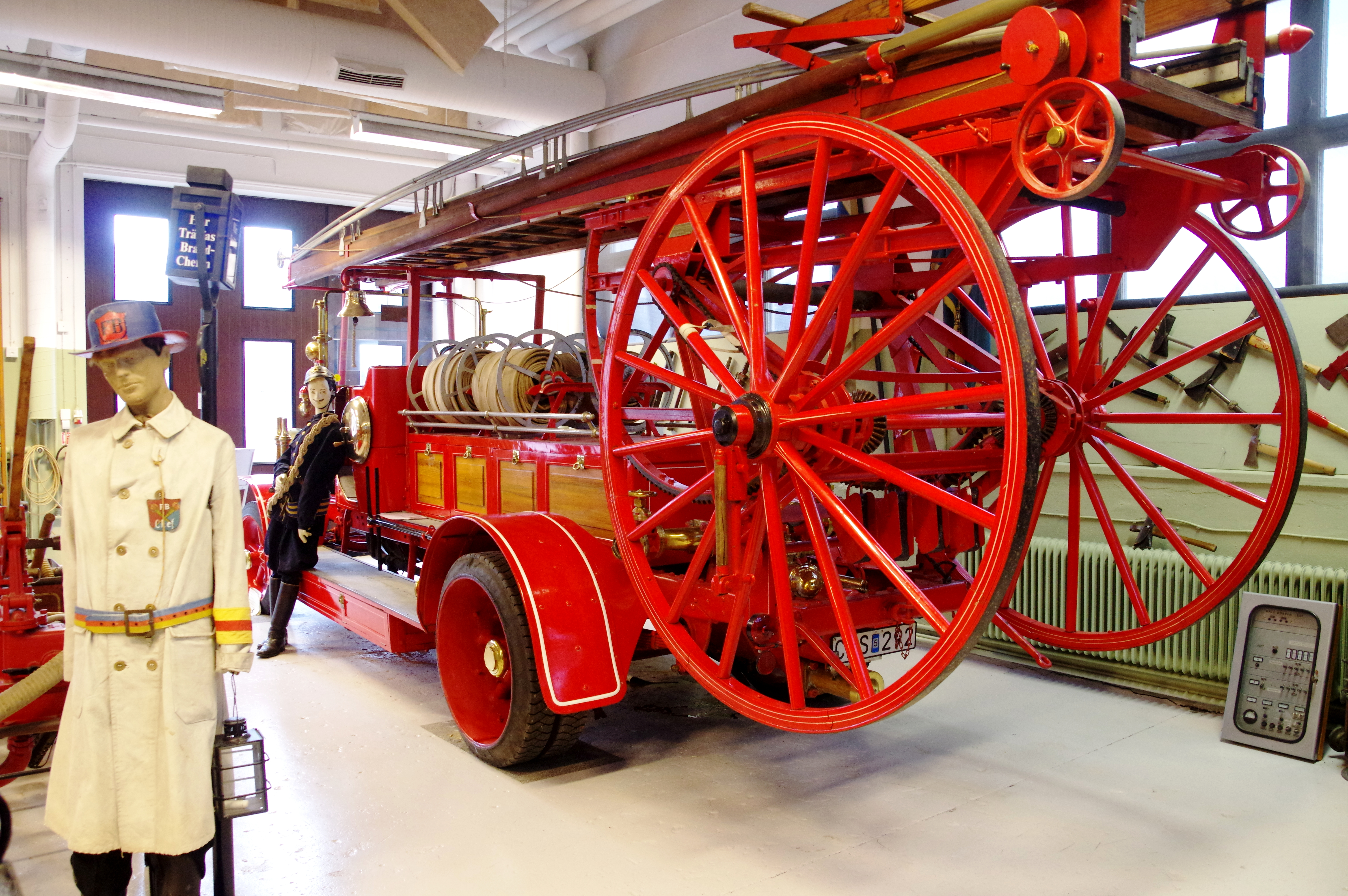
Scania Vabis stegvagn från 1915.